# Кивува, Джексон
Джексон Мумбва Кивува — кенийский легкоатлет, бегун на средние дистанции, которые специализируется в беге на 800 метров. Серебряный призёр чемпионата мира среди юношей 2005 года. На чемпионате мира среди юниоров 2006 года занял 2-е место. Занял 4-е место на чемпионате Африки 2008 года, и тем самым не смог поехать на Олимпиаду в Пекин. На чемпионате мира 2009 года занял 9-е место с результатом 1.46,39. Бронзовый призёр чемпионата Африки 2010 года. На чемпионате мира 2011 года не смог выйти в финал.

## Достижения
1 февраля 2014 года занял 6-е место на Weltklasse in Karlsruhe — 1:48.33.